# Frederick Maurice
Frederick Denison Maurice (ur. 29 sierpnia 1805 w Normanston w Suffolk, zm. 1 kwietnia 1872 w Londynie) – angielski teolog anglikański, pisarz, eseista, jeden z twórców chrześcijańskiego socjalizmu.

## Życiorys
Studiował prawo na University of Cambridge, jednak nie ukończył studiów z powodu odrzucenia 39 artykułów, anglikańskiego wyznania wiary, i w 1830 wstąpił na Uniwersytet Oksfordzki. Przez kilka lat pracował w Londynie jako pisarz i wydawca czasopism literackich, w 1834 opublikował swoją jedyną powieść, Eustace Conway. W tym samym roku został wyświęcony i mianowany kapelanem w Guy's Hospital w Londynie. Był profesorem angielskiej literatury i historii nowoczesnej w King's College w Cambridge, a od 1840 profesorem teologii i od 1846 kapelanem w Lincoln's Inn, londyńskiej akademii prawnej. W 1838 opublikował książkę Kingdom of Christ, w której zawarł wyznanie Kościoła jako zjednoczonego ciała wykraczającego poza zróżnicowanie i stronniczość indywidualnych ludzi, frakcji i sekt. Ta publikacja przyniosła mu reputację jako teologowi, jednak zawarte w niej poglądy, uznane później za zapowiedź XX-wiecznych ruchów ekumenicznych, wzbudziły podejrzliwość ortodoksyjnych anglikanów. Te obawy nasiliły się w 1848, gdy Maurice dołączył do Charlesa Kingsleya, Johna Malcolma Ludlowa i innych założycieli ruchu chrześcijańskiego socjalizmu. Opozycja wobec Maurice'a i jego poglądów przybrała na sile po publikacji w 1853 esejów teologicznych, w których autor wykazał swoje niedowierzanie w wieczność piekła, i w tym roku został zwolniony ze stanowiska w King's College. Łącząc zdolności edukacyjne z zainteresowaniem poprawy statusu robotników, w 1854 zaplanował i został pierwszym dyrektorem Working Men's College. Zorganizował również stowarzyszenia spółdzielcze wśród robotników. W 1860 porzucił stanowisko kapelana w Lincoln's Inn, po czym posługiwał w kościele św. Piotra, w którym słuchacze jego kazań nazwali go "prorokiem". Od 1866 do końca życia wykładał etykę jako profesor w Cambridge, w 1869 napisał esej Social Morality. W 1870 został również kapelanem w kościele św. Edwarda w Cambridge. Do ważniejszych jego prac należą m.in. Moral and Metaphysical Philosophy (1850-1862), What Is Revelation? (1859) i The Claims of the Bible and of Science (1863). Zainteresowanie jego pracami odżyło po II wojnie światowej i choć część krytyków uznała jego nauczanie za mętne, pozostaje wszechstronnym i twórczym źródłem dla studiów nad chrześcijańskim socjalizmem.